# Svenska mästerskapen i fälttävlan 1993
Svenska mästerskapen i fälttävlan 1993 avgjordes i Bollerup . Tävlingen var den 43:e upplagan av Svenska mästerskapen i fälttävlan.

## Resultat
| Placering | Ryttare           | Häst               |
| --------- | ----------------- | ------------------ |
| 1         | Michael Petersson | AGRIAS King Edward |
| 2         | Staffan Lidbeck   | Bernhardino        |
| 3         | Ted Velander      | Lakej              |
| 4         | Regina Lamprecht  | Flash              |
| 5         | Jonas Hugosson    | Cashim             |
| 6         | Anna Nilsson      | High Beam          |